# TG4
TG4 (TG Ceathair) és un canal de televisió irlandès dirigit al públic de parla irlandesa. Està dirigit per la corporació pública «Teilifís na Gaeilge».
Va començar les seves emissions el 31 d'octubre de 1996 com Teilifís na Gaeilge (TnaG) i fins a l'any 2007 va estar gestionat per una empresa subsidiària de RTÉ, el grup de radiodifusió pública nacional. Entre els seus objectius està la difusió i el desenvolupament de l'idioma irlandès.
Forma part de la Unió Europea de Radiodifusió des del mes de juliol de 2007.

## Història
Des de l'arribada de la televisió a Irlanda, els habitants de parla irlandesa (especialment de les regions Gaeltacht) s'havien mobilitzat per una televisió pública específica per a ells, ja que la programació dels dos canals de Raidió Teilifís Éireann era majoritàriament en anglès. No obstant això, la creació d'aquest servei no es va afrontar fins a 1993, sent també el tercer canal en senyal obert del país. La nova Teilifís na Gaeilge (TnaG) va començar a emetre el 31 d'octubre de 1996 per a les regions de parla gaèlica majoritària, i en poc temps la seva cobertura es va estendre a la resta de l'Estat.
Durant una dècada, la seva gestió va ser a càrrec de Serbhisí Telefís na Gaeilge Teoranta, empresa subsidiària de RTÉ, sota la supervisió de la Údarás na Gaeltachta, associació per al desenvolupament dels Gaeltacht. La radiodifusora pública li subministrava programació en gaèlic sense cap mena de cost.
Per guanyar audiència, el canal va ser rebatejat en 1999 com TG4 i va sofrir una transformació gradual: va assumir una programació generalista, va augmentar els horaris en llengua anglesa i també va incloure subtítols en anglès als seus espais en gaèlic. No obstant això, va mantenir l'objectiu de promocionar la parla irlandesa i la cultura del país.
L'1 d'abril de 2007 es va convertir en una corporació estatutària independent de RTÉ, a la qual es va dir Teilifís na Gaeilge. Aquest mateix any es va convertir en membre de ple dret de la Unió Europea de Radiodifusió, i en 2008 va ser un dels fundadors de la World Indigenous Television Broadcasters Network.
Des de 2015, TG4 representa a Irlanda en el Festival de la Cançó d'Eurovisió Junior.

## Organització
TG4 és una corporació estatuària sense ànim de lucre. En la legislació irlandesa, sota aquesta fórmula existeix un consell o qualsevol altra autoritat triada pel ministeri corresponent. Per tant, el major òrgan directiu és un consell format per dotze membres (entre ells el seu president), la funció del qual és vetllar pels interessos de l'espectador i el compliment del servei públic.
Des de 2007 és independent de RTÉ, l'organisme nacional de radiodifusió pública. La seu central es troba en Galway i també disposa d'oficines a Dublín.
El consell elabora un informe anual que recull les línies bàsiques de treball i els resultats. Aquest document s'envia al Ministeri de Comunicacions, a la direcció del canal i a l'Autoritat de Radiodifusió d'Irlanda.
TG4 es finança a través d'aportacions directes de l'estat i la venda d'espais publicitaris, limitats per llei. Segueix rebent de RTÉ un total de 365 hores de programació en gaèlic, una hora al dia, sense cost algun.

## Programació
La llengua vehicular de la programació de TG4 és en gaèlic irlandès, encara que també transmet molts continguts en anglès, com ara sèries de ficció i els documentals internacionals. Entre les seves obligacions ha de produir un mínim de 1.712 hores a l'any en gaèlic i invertir en productores independents del país. A més dobla les sèries d'animació a l'irlandès. Els serveis informatius (Nuacht TG4) són a càrrec de RTÉ.
TG4 s'ha distingit en els últims anys per cobrir els esdeveniments de l'Associació Atlètica Gaèlica, tals com les lligues de hurling i futbol gaèlic, i esdeveniments internacionals com el Campionat de Wimbledon (tennis), rugbi o el Tour de França (ciclisme).
Alguns dels programes en irlandès compten amb subtítols en anglès.